# Барутна комора
Барутна комора (енгл. Chamber) или лежиште метка, део цеви ватреног оружја на њеном задњем крају, у који се код пушака спредњача ставља барутно пуњење, а код острагуша убацује сједињени метак. Већина пушака, пиштоља и артиљеријских оруђа има само једну барутну комору, док их револвери имају више (5-8).

## Структура
Канал цеви ватреног оружја дели се на водиште пројектила (највећи део цеви) и барутну комору. Олучне цеви имају између та два дела тзв. прелазни конус, на који належе део пројектила за урезивање у олуке.
Барутна комор је део канала цеви између њеног дна и дна пројектила утиснутог у цев. У њену запремину урачунава се и левкаста запремина око задњег дела зрна. Служи за смештај барутног пуњења. Најчешће је облика чахуре метка (у оружја са полусједињеним, сједињеним и дводелним метком са чахуром). Да би се чахура лакше вадила, већином се прави у облику конуса, нагиба од 1/50 до 1/120. Зазор (размак) између чахуре и зида коморе не сме бити већи од 0,3 мм на врху и 0,7 мм на дну. Однос између највећег пречника барутне коморе и калибра је попречни коефицијент коморе (ПКК) или шамбраж. Најповољнији је између 1,2 и 1,25. Барутне коморе са великим ПКК су краже и омогућавају лакше вађење чахуре и једноставније уравнотежавање цеви, али је сила притиска барутних гасова на затварач већа. У пушчаних цеви потребан је врло велики ПКК да би се релативно велико барутно пуњење могло сместити у чахуру ограничене дужине. Комора сједињеног и полусједињеног метка назива се и лежиште метка.